# Perth Stadium
Het Perth Stadium is een multifunctioneel stadion in Perth, een stad in Australië. Het wordt ook Optus Stadium genoemd, vanwege de sponsor en naamrechten. 
In 2007 werd bekendgemaakt dat dit stadion zou gaan worden gebouwd. Het zou nog tot 2013 duren voordat de bouw daadwerkelijk kon beginnen. Dat kwam onder andere doordat niet duidelijk was waar het stadion gebouwd mocht worden. Het kwam uiteindelijk te staan op het schiereiland Burswood, in een meander van de rivier de Swan.
De opening van het stadion was onofficieel al op 11 december 2017 met een cricketwedstrijd tussen Perth Scorchers en The England Lions. Op 21 januari 2018 werd het stadion geopend voor het publiek. Er was die dag een open dag waarbij het publiek gratis mocht binnenkijken.
Het stadion wordt vooral gebruikt voor cricket, rugby en voetbalwedstrijden. De voetbalclubs West Coast Eagles en Fremantle Football Club en het cricketteam Perth Scorchers maken er gebruik van. Ook het nationale cricketteam van Australië speelt hier wedstrijden.

## Website
- Website van het stadion